# Nei letti degli altri
Nei letti degli altri è il terzo album in studio del cantautore italiano Mahmood, pubblicato il 16 febbraio 2024 dalla Island Records.
L'album contiene il singolo Tuta gold, presentato dall'artista nel corso del Festival di Sanremo 2024, dove si è posizionato al sesto posto nella classifica finale.

## Descrizione
Il progetto è composto da tredici tracce scritte tutte dal cantante stesso in collaborazione con vari autori e produttori tra cui Davide Simonetta, Francesco "Katoo" Catitti, Jacopo Èt, Marcello Grilli, Charlie Charles, Tropico e tanti altri.
Il cantante ha raccontato il significato del progetto:

## Artwork e copertina
In un'intervista a Sky TG24 il cantante ha raccontato la simbologia che si nasconde dietro la copertina dell'album realizzata da Frederik Heyman:

## Promozione
L'album è stato pubblicato il 16 febbraio 2024 in formato streaming e digitale, mentre l'edizione CD e vinile è resa disponibile l'8 marzo seguente. Con la pubblicazione delle edizioni fisiche, sono state aggiunte le tre tracce che nella prima edizione erano state temporaneamente escluse. Il 12 marzo successivo è stato reso disponibile il videoclip per una di queste tracce inedite, ovvero la collaborazione con Angèle Sempre / Jamais.

### Singoli
Il 3 novembre 2023 viene pubblicato Cocktail d'amore come primo singolo estratto dall'album.
Il 7 febbraio 2024 viene messo in commercio il secondo singolo Tuta gold con il quale il cantante ha partecipato in gara al 74º Festival di Sanremo.

### Tour
Per promuovere il disco, il cantante è stato impegnato con un tour che lo ha visto esibirsi nei club di dieci paesi europei nella primavera 2024, negli anfiteatri e nei festival italiani in estate, e infine nei palazzetti della penisola tra l'autunno 2024 e la primavera 2025.

## Accoglienza
| Recensione | Giudizio |
| ---------- | -------- |
| Newsic.it  | 7,50/10  |
| Ondarock   | 7/10     |
| Rockol     | 7/10     |

Claudio Cabona di Rockol riporta che nel progetto il cantante si apre a «un sound internazionale», sebbene si percepisca «una tradizione rinnovata della musica italiana» nelle melodie. Sebbene vocalmente in alcune tracce appaia «troppo denso di parole sull’orlo di diventare una cantilena», nell'album si evidenzia l'anima più «profonda e personale» di Mahmood su di «un lavoro efficace dal punto di vista sonoro».
Gabriele Antonucci di Panorama descrive l'album come «intimo e introspettivo» trovandolo «più maturo e internazionale», con una ricerca dei suoni che variano «dall'urban dai ritmi aggressivi e da club, [...] a canzoni intime, dilatate e sognanti». Da punto di vista vocale, Antonucci riporta che nella title track «Mahmood mostra tutte le sue capacità di modulare la voce, alternando strofe struggenti a terzinati tipicamente urban».

### Riconoscimenti di fine anno
- 21º — Panorama[19]

## Tracce
1. NLDA Intro (feat. Slim Soledad) – 1:29 (Alessandro Mahmoud, Slim Soledad, Francesco Fugazza, Marcello Grilli)
2. Tuta gold – 2:57 (Alessandro Mahmoud, Jacopo Angelo Ettorre, Francesco Catitti)
3. Personale (feat. Geolier) – 2:33 (Alessandro Mahmoud, Emanuele Palumbo, Mike Kevin Gbaguidi)
4. Overdose – 2:06 (Alessandro Mahmoud, Mike Kevin Gbaguidi)
5. Cocktail d'amore – 3:23 (Alessandro Mahmoud, Alessio Buongiorno, Paolo Alberto Monachetti, Francesco Fugazza, Marcello Grilli)
6. Sempre / Jamais (feat. Angèle) – 3:12 (Alessandro Mahmoud, Angèle Van Leaken, Dario Faini, Lucas Vuaflart)
7. Nei letti degli altri – 3:10 (Alessandro Mahmoud, Marco De Cesaris, Pietro Paroletti)
8. Tutti contro tutti – 3:05 (Alessandro Mahmoud, Michele Zocca)
9. Bakugo – 2:48 (Alessandro Mahmoud, Walter Coppola, Lucas Vuaflart)
10. Neve sulle Jordan (feat. Capo Plaza) – 3:00 (Alessandro Mahmoud, Luca D'Orso, Mike Kevin Gbaguidi, Francesco Fugazza, Marcello Grilli)
11. Nel tuo mare – 3:28 (Alessandro Mahmoud, Davide Petrella, Davide Simonetta)
12. Paradiso (feat. Chiello e Tedua) – 3:02 (Alessandro Mahmoud, Rocco Modello, Mario Molinari, Michele Zocca)
13. Stella cadente – 3:35 (Alessandro Mahmoud, Francesco Fugazza, Marcello Grilli)

Tracce bonus nella riedizione digitale
1. Sottomarini – 2:53 (testo: Alessandro Mahmoud – musica: Davide Simonetta)
2. Ra ta ta – 2:32 (Alessandro Mahmoud, Jacopo Angelo Ettorre, Francesco Catitti, Emilio Barberini)

## Successo commerciale
L'album ha debuttato alla prima posizione della Classifica FIMI Album, occupandola per due settimane non consecutive. Ad un mese dalla sua pubblicazione, vengono rese disponibili le copie fisiche e debutta al primo posto anche nella Classifica FIMI Vinili; inoltre viene certificato doppio disco di platino per aver superato la soglia delle 100 000 unità.

## Classifiche

### Classifiche settimanali
| Classifica (2024) | Posizione massima |
| ----------------- | ----------------- |
| Italia            | 1                 |
| Lituania          | 93                |
| Svizzera          | 27                |

### Classifiche di fine anno
| Classifica (2024) | Posizione |
| ----------------- | --------- |
| Italia            | 12        |